# 5-氨基四唑
5-氨基四唑是一种有机化合物，化学式为HN4CNH2。用于医药合成，以及高能有机化合物的合成，汽车安全气囊产气药剂。

## 制备
氨基胍与酸性亚硝酸钠反应，制得5-氨基四唑。此法早在1892年即已被发现。
另一种方法为什托列(stolleet)法，以双氰胺和叠氮化钠在酸性条件下反应，加热至50℃左右。方程式如下：
C2H4N4 + 2 NaN3 + 2 HNO3 → 5-ATZ + 2 NaNO3

## 反应
1. 在碱性条件下被高锰酸钾氧化，生成5,5'-偶氮四唑钠（NaATZ)[4]
2. 合成新型含能材料，如5-氨基四唑硝酸盐[5]
3. 用于安全气囊中做产气剂

## 危险性
毒性：腹腔-小鼠LD50: 2500 毫克/公斤
与氢氧化钾混合爆炸